# Marizapa (paroisse civile)
Pour les articles homonymes, voir Marizapa.
Marizapa est l'une des huit paroisses civiles de la municipalité d'Acevedo dans l'État de Miranda au Venezuela. Sa capitale est Marizapa. En 2011, sa population s'élève à 12 454 habitants.

## Géographie

### Démographie
Hormis sa capitale Marizapa, la paroisse civile possède plusieurs localités :
- Cupo
- El Milano
- Marizapa